# Kabinett Saka II
Das Kabinett Saka II war die 17. Regierung der Türkei, die vom 10. Juni 1948 bis zum 16. Januar 1949 von Hasan Saka geführt wurde.
Bei der Parlamentswahl am 21. Juli 1946 waren erstmals neben der Cumhuriyet Halk Partisi andere Parteien zugelassen. So trat auch die von dem ehemaligen Ministerpräsidenten Celâl Bayar und Adnan Menderes gegründete Demokrat Parti an. Die CHP konnte die Wahl mit 85,2 % der Stimmen trotzdem für sich entscheiden. Nach dem Rückzug von Ministerpräsident Saraçoğlu aus gesundheitlichen Gründen wurde Recep Peker neuer Regierungschef des Landes. Nach Pekers Rücktritt im September 1947 wurde Außenminister Saka neuer Ministerpräsident. Saka wurde für seinen als zu liberal empfundenen Umgang mit der Oppositionspartei DP allerdings bald heftig kritisiert und trat am 10. Juni zurück. Trotzdem wurde er zehn Tage später erneut mit der Regierungsbildung beauftragt.
In den folgenden Monaten verlor die CHP zunehmend an Zustimmung in der Bevölkerung. Um die bevorstehenden Wahlen im Jahr 1950 nicht zu gefährden, wurde Saka daraufhin durch Şemsettin Günaltay abgelöst.

## Regierung
| Titel                                          | Name                       | Partei | Amtszeit                                                          |
| ---------------------------------------------- | -------------------------- | ------ | ----------------------------------------------------------------- |
| Ministerpräsident                              | Hasan Saka                 | CHP    |                                                                   |
| Stellvertretender Ministerpräsident            | Faik Ahmet Barutçu         | CHP    |                                                                   |
| Staatsminister                                 | Abdülhalik Renda           | CHP    |                                                                   |
| Justizminister                                 | Fuat Sirmen Ali Rıza Erten | CHP    | 10. Juni 1948 – 13. Januar 1949 13. Januar 1949 – 16. Januar 1949 |
| Verteidigungsminister                          | Hüsnü Çakır                | CHP    |                                                                   |
| Innenminister                                  | Hüsrev Göle                | CHP    |                                                                   |
| Außenminister                                  | Necmettin Sadak            | CHP    |                                                                   |
| Finanzminister                                 | Şevki Adalan               | CHP    |                                                                   |
| Bildungsminister                               | Tahsin Banguoğlu           | CHP    |                                                                   |
| Minister für öffentliche Arbeiten              | Nihat Erim                 | CHP    |                                                                   |
| Minister für Gesundheit und soziale Sicherheit | Kemali Bayazıt             | CHP    |                                                                   |
| Minister für Zölle und Monopole                | Emir Erişirgil             | CHP    |                                                                   |
| Wirtschaftsminister                            | Cavit Ekin                 | CHP    |                                                                   |
| Landwirtschaftsminister                        | Cavit Oral                 | CHP    |                                                                   |
| Verkehrsminister                               | Kasım Gülek                | CHP    |                                                                   |
| Handelsminister                                | Cemil Sait Barlas          | CHP    |                                                                   |
| Arbeitsminister                                | Bekir Balta                | CHP    |                                                                   |